# Corallorhiza bentleyi
Corallorhiza bentleyi är en orkidéart som beskrevs av Freudenst.. Corallorhiza bentleyi ingår i släktet korallrötter, och familjen orkidéer. Inga underarter finns listade i Catalogue of Life.